# Kevin Houston
Kevin Houston, né le 20 décembre 1976 à Brooklyn (États-Unis), est un joueur de basket-ball professionnel américain.

## Collège
- 1996-1998 :  Seward County CC

## Université
- 1998-1999 :  Université de Miami (NCAA)
- 2000-2001 :  Université de St Bonaventure (NCAA)

## Clubs
- ???? - 2002 :
- 2002 - 2003 :  Orléans (Pro B)
- 2003 - 2004 :  Bree (Division 1)
- 2004 - 2005 :  Leuven (Division 1)
- 2005 - 2007 :  Mons Hainaut (Division 1)
- 2007 - 2008 : 
  -  BC Mega Ishrana Belgrade (1er division)
  -  Strasbourg (Pro A)
- 2008 - 2009 :  Trier (Basketball-Bundesliga)
- 2009 - 2010 :  Arkadia Traiskirchen Lions (1er division)

## Palmarès
- Vainqueur de la coupe de Belgique en 2005
- Vainqueur de la coupe de Belgique en 2006
- Finaliste du Championnat de Belgique en 2006